# Systropus roepkei
Systropus roepkei är en tvåvingeart som beskrevs av de Meijere 1914. Systropus roepkei ingår i släktet Systropus och familjen svävflugor. Inga underarter finns listade i Catalogue of Life.